# Caragana beefensis
Caragana beefensis là một loài thực vật có hoa trong họ Đậu. Loài này được S.N.Biswas miêu tả khoa học đầu tiên.